# Viola Brzezińska
Viola Brzezińska, właśc. Wioletta Brzezińska (ur. 25 października 1975 w Giżycku) – polska piosenkarka, autorka tekstów i kompozytorka.

## Życiorys
Karierę wokalną rozpoczęła od udziału w jednym z odcinków telewizyjnego programu Szansa na sukces, w którym zwyciężyła po wykonaniu piosenki „Jeszcze się tam żagiel bieli” z repertuaru Alicji Majewskiej. Jako laureatka finału Szansy na sukces w 1995 wystąpiła w koncercie Debiuty na 32. Krajowym Festiwalu Piosenki Polskiej w Opolu, na którym otrzymała nagrodę główną im. Anny Jantar. Wraz z pozostałymi debiutantami i Edytą Geppert wyruszyła do Izraela w celu nagrania programu kolędowego, który został wyemitowany w programie TVP2 w święta Bożego Narodzenia 1995.
W 1996 wystąpiła z utworem „Szarości me” w koncercie Przeboje Laureatów podczas 33. KFPP w Opolu. Z piosenką, którą napisali dla niej Jacek Cygan i Piotr Rubik, przez kilka tygodni plasowała się na pierwszym miejscu listy przebojów Magazynu 102.
Przez sześć lat współpracowała z Teatrem Studio Buffo, m.in. grając jedną z głównych ról w musicalu Metro (reż. Janusz Józefowicz).
W 2000 została członkinią zespołu Saruel, z którym koncertowała oraz nagrała płyty studyjne i koncertowe. Z okazji jubileuszu pięciolecia programu Szansa na sukces wzięła udział w koncercie w Sali Kongresowej, na którym zaśpiewała piosenkę „Śpiewać każdy może” z Violettą Villas i innymi laureatkami programu. W latach 2003–2006 śpiewała w zespole Viola i New Day, z którym nagrała kilka albumów, m.in. Tam, tam i tu, Najpiękniejsze kolędy i pastorałki i Czarna płyta oraz wzięła udział w festiwalach: Song of Songs Festival w Toruniu i Festiwal Muzyki Dobrej w Warszawie, a także wystąpiła podczas Światowych Dni Młodzieży w Kolonii w 2005.
W 2006 rozpoczęła karierę solową. Od tamtej pory wydała albumy: Przystań (2008), Wśród nocnej ciszy (2009; w duecie ze Sławomirem Kosińskim), A2 (2012), Opowieści z Mądrej Księgi (2014) i Classical (2015). W 2015 podjęła współpracę z Robertem Jansonem, z którym nagrała utwór „Róża” umieszczony na albumie pt. Przygotuj się na miłość. W 2016 pojawiła się gościnnie na płycie Pace a voi Claudii Koll oraz wzięła udział w projekcie Caritas „Rodzina rodzinie”, na którego potrzeby nagrywała „Kolędę syryjskich i polskich rodzin”. W lipcu 2017 uczestniczyła w trasie koncertowej Lata z radiem, a jej piosenka „Przystań” znalazła się na składance pt. Lato z Radiem 2017.
Wykonuje muzykę z przesłaniem chrześcijańskim. Koncertowała nie tylko w Polsce, ale również w Chicago.

## Dyskografia

### Solowe
- Przystań (2008)[10]
- Wśród nocnej ciszy (2009)
- A2 (2012)
- Opowieści z Mądrej Księgi (2014)
- Classical (2015)

### Single
- Widzieć więcej
- Rozpal serce
- Oda do radości
- Zaufaj
- Szarości me[11]

### Z zespołemSaruel
- Saruel – Saruel (2000)
- Saruel i Przyjaciele – Pieśni naszych ojców (2001)
- Saruel – Miriam (2003)
- Saruel – Z Tobą (2005)
- Saruel – Błogosławię Cię (2006)

### Z zespołemViola iNew Day
- Viola i New Day – Tam-Tam i Tu (2003)
- Viola i New Day – Najpiękniejsze kolędy i pastorałki (2004)
- Viola i New Day – Czarna płyta (2005)
- Violetta Brzezińska – W ogrodzie Oliwnym (2005)

### Udział w nagraniach (wybrane)
- Edyta Geppert i debiutanci festiwalu Opole – Dzisiaj w Betlejem – kolędy (1995)
- Robert Janson – Trzeci wymiar (1997)
- Pneuma – Kokon (2003)
- Voce Angeli i Przyjaciele – Cichy, wieczorny mój śpiew (2003)
- Kolędy Pospieszalskich – Najcieplejsze Święta (2004)
- Chór Ex Animo – Czekanie (2008)
- Marcin Styczeń – 21 gramów (2008)